# Elecciones presidenciales de Argelia de 1979
Las elecciones presidenciales se llevaron a cabo en Argelia el 7 de febrero de 1979 para reemplazar al fallecido presidente Houari Boumédiène, siendo Rabah Bitat presidente interino. El candidato propuesto por el FLN, único partido legal, fue elegido con el 99.4% de los votos. La participación fue del 99%. Bendjedid juró el cargo el 9 de febrero.

## Resultados
| Candidato             | Partido                       | Votos     | %    |
| --------------------- | ----------------------------- | --------- | ---- |
| Chadli Bendjedid      | Frente de Liberación Nacional | 7.736.697 | 99.4 |
| En contra             | En contra                     | 48.938    | 0.6  |
| Votos anulados        | Votos anulados                | 23.803    | -    |
| Total                 | Total                         | 7.809.438 | 100  |
| Fuente: Nohlen et al. |                               |           |      |